# خروس‌ماهی آتشین پاسیاه

خروس‌ماهی آتشین پاسیاه، خروس‌ماهی باله‌آبی، خروس‌ماهی پاسیاه یا خروس‌ماهی گورنارد (نام علمی: Parapterois heterura)، گونه‌ای از ماهی‌های پرتوباله دریایی وابسته به خانواده عقرب‌ماهیان است. به‌طور گسترده در سواحل جنوب شرق آفریقا و همچنین در سواحل ژاپن و در اندونزی که معمولاً در خلیج‌های ساحلی محافظت‌شده با کف نرم مانند ماسه‌های ریز یا گل یافت می‌شود. در اعماق بین ۴۰ تا ۳۰۰ متر (۱۳۰ تا ۹۸۰ فوت) یافت می‌شود. این گونه یک ماهی کم‌جنب‌وجوش است و حتی ممکن است خود را در زیرلایه دفن کند. خروس‌ماهی آتشین پاسیاه برای ترساندن شکارچیان و فرار، از باله‌های سینه‌ای رنگارنگ درخشان خود استفاده می‌کند، اما ممکن است از این باله‌ها برای گوشه شکار نیز استفاده کند. این رفتار در شیرماهی‌های دیگر نشان داده شده‌است. این گونه را می‌توان در تجارت آکواریوم یافت.